# سيلفيا تشانغ
سيلفيا تشانغ (بالصينية: 張艾嘉) هي مغنية وكاتِبة وكاتبة سيناريو ومنتجة أفلام ومخرجة وممثلة تايوانية، ولدت في 21 يوليو 1953 في تايوان. من الجوائز التي نالتها جائزة الحصان الذهبي لأفضل ممثلة رائدة ‏ سنة 1981 وجائزة الحصان الذهبي لأفضل ممثلة رائدة ‏ سنة 1986.

## أعمال

### أفلام
- (1998) الكمان الأحمر[9]

## جوائز
- جائزة الحصان الذهبي لأفضل ممثلة رائدة [الإنجليزية]‏ (1981)
- جائزة الحصان الذهبي لأفضل ممثلة رائدة [الإنجليزية]‏ (1986)

## وصلات خارجية
- سيلفيا تشانغ على موقع IMDb (الإنجليزية)
- سيلفيا تشانغ على موقع ألو سيني (الفرنسية)
- سيلفيا تشانغ على موقع ميوزك برينز (الإنجليزية)
- سيلفيا تشانغ على موقع تيرنر كلاسيك موفيز (الإنجليزية)
- سيلفيا تشانغ على موقع أول موفي (الإنجليزية)
- سيلفيا تشانغ على موقع قاعدة بيانات الأفلام السويدية (السويدية)
- سيلفيا تشانغ على موقع ديسكوغز (الإنجليزية)
- سيلفيا تشانغ على موقع قاعدة بيانات الفيلم (الإنجليزية)
- سيلفيا تشانغ على موقع كينوبويسك (الروسية)